# Нафтуловка
Нафтуловка (укр. Нафтулівка) — село в Хмельницком районе Хмельницкой области Украины.
Население по переписи 2001 года составляло 190 человек. Почтовый индекс — 31352. Телефонный код — 382. Занимает площадь 0,943 км². Код КОАТУУ — 6825081503.

## Местный совет
31352, Хмельницкая обл., Хмельницкий р-н, с. Гвардейское, ул. Соборная, 27